# Bibliothèque centrale de la ville de Stuttgart
La bibliothèque centrale de la ville de Stuttgart (ou en allemand Stadtbibliothek am Mailänder Platz) est la bibliothèque centrale du réseau des bibliothèques publiques de la ville de Stuttgart.

## Typologie
La bibliothèque centrale de la ville de Stuttgart est une bibliothèque de lecture publique (en allemand Öffentliche Bibliothek), elle correspond au modèle des bibliothèques publiques des grandes villes allemandes qui sont généralement organisées en réseaux avec une bibliothèque centrale et des bibliothèques de quartier,.

## Historique
S’inscrivant dans un contexte où plusieurs nouvelles bibliothèques publiques allemandes ont été construites avec de nouveaux concepts architecturaux. Le projet de construction de la bibliothèque centrale de la ville de Stuttgart voit le jour en 1997. En 1999, l’architecte coréen Eun Young Yi remporta le concours de la conception du bâtiment de la future bibliothèque centrale avec un édifice de forme cubique en briques de verre,. Le projet qui porta initialement le nom de Bibliothek 21 fut remanié en 2003 et la bibliothèque fut ouverte au public le 24 octobre 2011,.
En 2013, la bibliothèque centrale et le réseau des bibliothèques publiques de la ville de Stuttgart ont reçu le prix de la bibliothèque de l’année (Bibliothek des Jahres) par le jury de l’Association allemande des bibliothèques (en allemand Deutscher Bibliotheksverband),,,.

## Architecture et installations
La bibliothèque centrale totalise 11 525 m2 de surfaces utiles. Elle est reconnaissable par son architecture extérieure en forme de cube,. Le centre du bâtiment, aussi appelé le « cœur de la bibliothèque », est constitué d'un espace de méditation de forme cubique et d'une salle de lecture-galerie abritant les ouvrages de littérature,.
La bibliothèque centrale possède 400 places de lecture et de travail, dont 200 sont équipées d’ordinateurs, ainsi que 6 espaces de travail en groupes, un espace multimédia, une salle polyvalente se nommant le forum Max Bense pouvant accueillir 300 personnes et un café,,.
La bibliothèque centrale est constituée de différentes sections offrant des services et des installations variés,,. Le rez-de-chaussée abrite « la bibliothèque pour les insomniaques » (en allemand Bibliothek für Schlaflose), il s’agit d’une étagère de documents intelligente située dans le vestibule de l'entrée est de la bibliothèque centrale où les usagers peuvent emprunter 24 heures sur 24 un choix de documents,. Le premier étage comprend un espace musical (bibliothèque musicale) avec un studio conçu pour jouer de la musique,. L'espace pour les enfants (bibliothèque pour les enfants) se trouve au deuxième étage,. Le troisième, le quatrième  et le cinquième étages contiennent dans l’ordre les espaces de lecture thématiques suivants. « La vie », c'est-à-dire les ouvrages abordant les disciplines de la psychologie, de la philosophie, de la médecine, des sports et des loisirs, etc., « Le savoir », soit les ouvrages concernant les disciplines du droit, des sciences sociales, des mathématiques, de l'économie, des sciences de la nature, etc., « Le monde », ce sont les ouvrages qui traitent des pays, des cultures, de la géographie, de l'histoire, de la politique, des langues et de la littérature en langue étrangère,. Le sixième et le septième étages sont consacrés à la littérature et aux genres littéraires. Le huitième étage, quant à lui, contient un espace artistique et une artothèque,.